# Ignacio Iturria
Ignacio Iturria   (Montevideo, 14 d'abril de 1949) és un pintor i gravador uruguaià.
Va començar els seus estudis a la Universitat del Treball de l'Uruguai i després en l'Institut Nacional de Belles arts i els va continuar en tallers dels uruguaians Nelson Ramos, Willy Marchand i Julio Verdié. El 1977 es va casar i establir a Cadaqués, a Barcelona va conèixer a Ramón Aguilar More. Va tornar a l'Uruguai el 1979 on va realitzar diferents exposicions. El 1982 va tornar a Barcelona i va mantenir relació amb els artistes Joan-Josep Tharrats, Modest Cuixart i Ramon Pichot. El 1994 va guanyar el Gran Premi de la IV Biennal Internacional de pintura de la ciutat de Conca. El 1995 va obtenir el Premi Casa di Risparmio en la Biennal de Venècia. El 2001 va obtenir el Premi Figari. El 2012 va crear la Fundació Ignacio Iturria.